# Psectrocladius flavicollis
Psectrocladius flavicollis är en tvåvingeart som först beskrevs av Jean-Jacques Kieffer 1911.  Psectrocladius flavicollis ingår i släktet Psectrocladius och familjen fjädermyggor. Inga underarter finns listade i Catalogue of Life.